# لوبومیر استروگال
لوبومیر استروگال (انگلیسی: Lubomír Štrougal؛ (زادهٔ ۱۹ اکتبر ۱۹۲۴ – درگذشتهٔ ۶ فوریه ۲۰۲۳) یک سیاست‌مدار اهل چکسلواکی که از ۱۹۷۰ تا ۱۹۸۸ نخست‌وزیر این کشور بود.
لوبومیر استروگال در ۶ فوریه ۲۰۲۳، در سن ۹۸ سالگی درگذشت.